# Springs
Springs（スプリングス）は、伊藤彩華、平野綾、吉田有希による日本の音楽ユニット。所属事務所はスペースクラフト、所属レコード会社は東芝EMI（現・EMIミュージック・ジャパン）だった。

## 概要
2002年、テレビ番組『SDM発!』（フジテレビ系）のオーディションで選ばれ、テレビ番組『深夜戦隊ガリンペロ』（フジテレビ系）のエンディングテーマを歌うアイドルユニットを発掘する企画の中で結成された。初期の名称はユニット名未定。

## メンバー
- 伊藤彩華（いとう あやか）
- 平野綾（ひらの あや）
- 吉田有希（よしだ ゆうき）

## 経歴
- ユニット名が決まらないまま、2003年1月22日にテレビ番組『深夜戦隊ガリンペロ』のエンディングテーマ「DOWN TOWN」（シュガー・ベイブのカバー）でCDデビューする。そのため、本来はユニット名が決まっていないことを指す「ユニット名未定」という言葉がそのままアーティスト名としてクレジットされていた。
- テレビ番組『深夜戦隊ガリンペロ』内でユニット名を募集していたが、2003年2月15日深夜の放送で、お笑いコンビ「さまぁ〜ず」の独断により「Springs」と命名される。

## 作品

### シングル
- DOWN TOWN（2003年1月22日） - シュガー・ベイブのカバー。
- 木枯しに抱かれて（2003年2月26日） - 小泉今日子のカバー。
- Raspberry Dream（2003年3月26日） - レベッカのカバー。
- Identified（2003年9月3日） - 初のオリジナル曲、アニメ『爆転シュート ベイブレードGレボリューション』の主題歌。

### アルバム
- Springs Super Best（2003年3月26日）
  1. DOWN TOWN - シュガー・ベイブのカバー。
  2. 木枯しに抱かれて - 小泉今日子のカバー。
  3. 赤いスイートピー - 松田聖子のカバー。
  4. TIMEシャワーに射たれて - 久保田利伸のカバー。
  5. お嫁に行きたい - 真璃子のカバー。
  6. 雨 - 森高千里のカバー。
  7. 春よ、来い - 松任谷由実のカバー。
  8. あゝ無情 - アン・ルイスのカバー。
  9. 好きになって、よかった - 加藤いづみのカバー。
  10. Raspberry Dream（Album mix） - レベッカのカバー。

### 映像作品
- 涙にバイニー （2003年9月3日）

## 出演番組
- SDM発! （フジテレビ系）
- CS発! 美少女箱 （フジテレビ721）
- 未定ラジオ （インターネットラジオ）